# Pelseneeria yamamotoi
Pelseneeria yamamotoi is een slakkensoort uit de familie van de Eulimidae. De wetenschappelijke naam van de soort is voor het eerst geldig gepubliceerd in 1952 door Habe.